# کانگ اون-تاک
کانگ اون-تاک (کره‌ای: 강은탁؛ زادهٔ شین سول-گی در ۱۶ اوت ۱۹۸۲) بازیگر اهل کره جنوبی است. او به خاطر نقش‌های اصلی‌اش در مجموعه‌های تلویزیونی سرزمین طلا (۲۰۱۴) و خورشید نیمه‌شب آپگوجونگ (۲۰۱۴–۲۰۱۵) شناخته می‌شود.

## فیلم‌شناسی

### فیلم
| سال  | عنوان               | نقش                                            |
| ---- | ------------------- | ---------------------------------------------- |
| ۲۰۱۳ | خیلی مخفیانه        | مأمور ان‌آی‌اس                                   |
| ۲۰۱۴ | جاده‌ای به نام زندگی | دانش آموز در معدن مس (قسمت «یک روز خوش شانسی») |
| ۲۰۱۵ | سان‌شاین             | کانگ شین-وونگ                                  |

### مجموعه تلویزیونی
| سال  | عنوان                     | نقش                                  | شبکه       |
| ---- | ------------------------- | ------------------------------------ | ---------- |
| ۲۰۰۶ | افسانه جومونگ             | چان-سو                               | ام‌بی‌سی     |
| ۲۰۰۸ | شرق بهشت                  | هان سو-جه                            | ام‌بی‌سی     |
| ۲۰۱۰ | خوشحالی در باد            | چوی کی-چول                           | کی‌بی‌اس۱    |
| ۲۰۱۴ | سرزمین طلا                | کانگ وو-چانگ                         | کی‌بی‌اس۲    |
| ۲۰۱۴ | خورشید نیمه شب آپگوجونگ   | جانگ هوا-اوم                         | ام‌بی‌سی     |
| ۲۰۱۵ | تو زیبایی                 | ها جین-هیونگ                         | ام‌بی‌سی     |
| ۲۰۱۵ | Great Stories: I.M.Father | کانگ جی-هو پس از ۲۰۱۵ (حضور افتخاری) | تی‌وی چوسان |
| ۲۰۱۶ | Bubbly Lovely             | پارک وو-هیوک                         | اس‌بی‌اس     |
| ۲۰۱۸ | عشق تا پایان              | یون جونگ-هان                         | کی‌بی‌اس۲    |
| ۲۰۲۰ | مردی در پشت نقاب          | لی ته-پونگ                           | کی‌بی‌اس۲    |
| ۲۰۲۱ | بانوی جوان و جنتلمن       | چا-گون                               | کی‌بی‌اس۲    |

### موزیک ویدئو
| سال  | عنوان آهنگ                      | هنرمند    |
| ---- | ------------------------------- | --------- |
| ۲۰۱۳ | «پس از فروپاشی» (After Breakup) | کیروی وای |